# نالچیتی
نالچیتی (به لاتین: Nalchity) یک منطقهٔ مسکونی در بنگلادش است که در نالچیتی اوپازیلا واقع شده‌است. نالچیتی ۲۳٫۳ کیلومتر مربع مساحت و ۳۰٬۸۰۳ نفر جمعیت دارد.